# Cine Paraíso
Cine Paraíso fue un canal de Televisión Española, lanzado en 1997 bajo el paquete «TVE Temática», junto otros canales temáticos como Canal 24 Horas y los extintos Canal Nostalgia y Canal Alucine. Emitió hasta septiembre del 2000 y su programación consistía en películas dirigidas un público familiar.